# Janko Hočevar
Janko Hočevar, slovenski igralec, * 21. december 1923, Ljubljana, † 7. marec 2004.
Obiskoval je oddelek za dramsko igro na Akademiji za igralsko umetnost v Ljubljani. Igral je v Drami SNG Ljubljana, od 1951 do jeseni 1956 pa v igralskem ansamblu SNG Maribor. Izoblikoval je nekaj epizodnih in več stranskih gledaliških vlog. Pripravil je več samostojnih recitacijskih nastopov, s katerimi je nastopal po šolah in približeval gledališče otrokom ter mladini. Igral je v številnih domačih in tudi tujih filmih. Konec šestdesetih let je odšel v Nemčijo in prekinil stike z domovino.
Jure Pervanje je o Janku Hočevarju ustvaril 50 minutni dokumentarni televizijski film Igralec.

## Vloge v domačih filmih
- Kala, 1955
- Tri zgodbe (3. zgodba, Koplji pod brezo), 1955
- Trenutki odločitve, 1955
- Akcija, 1960
- Ples v dežju, 1961
- Pet minuta raja, 1962
- Naš avto, 1962
- Lucija, 1965
- Lažnivka, 1965
- Amandus, 1966
- Grajski biki, 1967

## Vloge v tujih filmih
- L'enclos, 1961 (jugoslovansko-francoska produkcija)
- Här kommer bärsärkarna, 1965 (švedska produkcija)

## Vira
- Slovenski gledališki leksikon, 1972
- Gledališki list SNG Maribor, 1951/52-1955/56 (COBISS)